# The Actress (film, 1928)

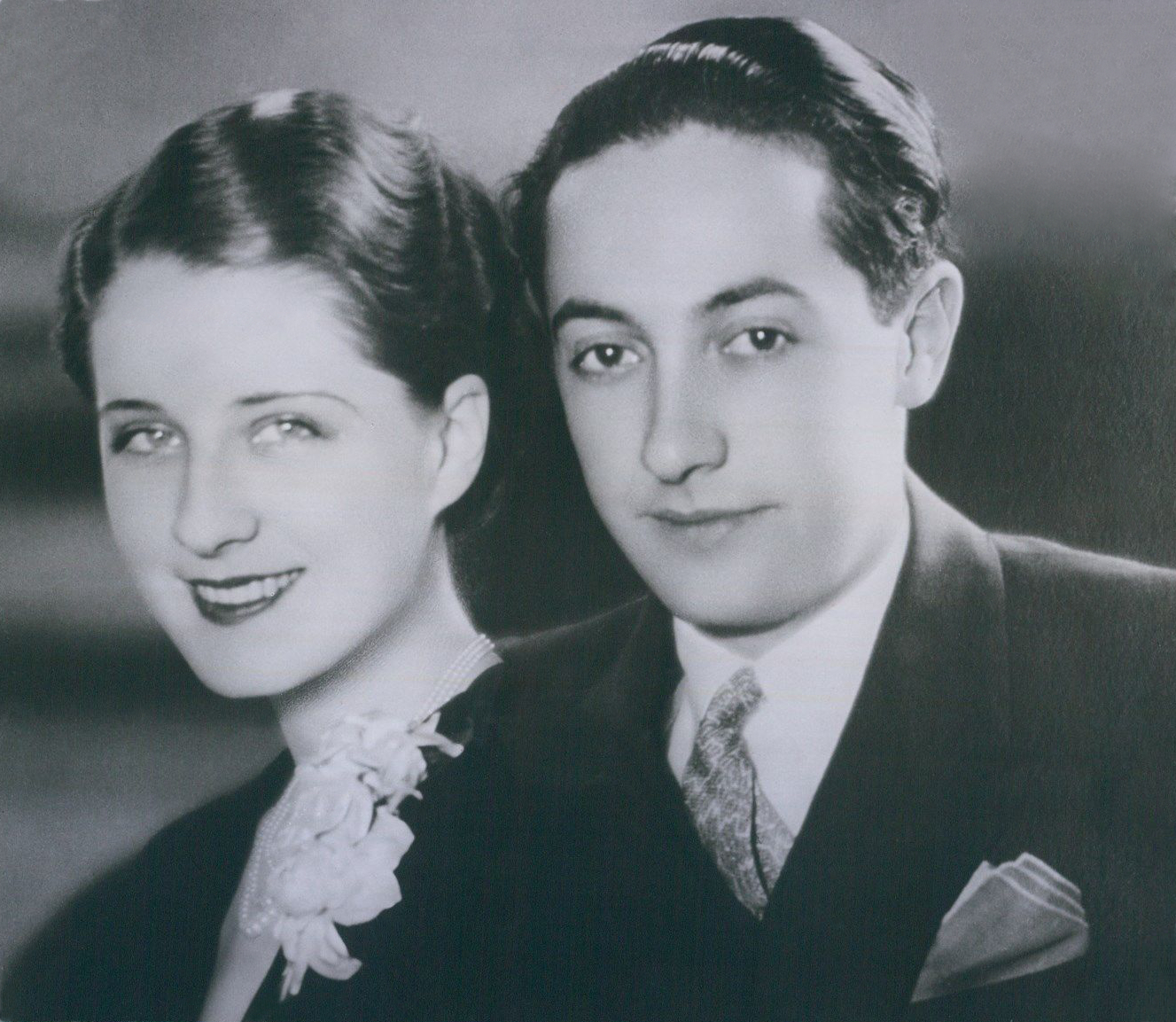
Norma Shearer en 1928, avec son mari Irving Thalberg coproducteur du film.

Pour plus de détails, voir Fiche technique et Distribution.
The Actress est un film américain réalisé par Sidney Franklin et sorti en 1928.

## Synopsis
Rose Trelawney, une actrice populaire, épouse Arthur Gower, un aristocrate, et habite avec lui dans sa maison austère. Elle part lorsque sa belle-famille insulte ses amis de théâtre. Toujours amoureuse de Gower, Rose doit faire face à la pauvreté. Le père de Gower, Sir Arthur, tente de l'aider en soutenant une de ses pièces.

## Fiche technique
- Réalisation : Sidney Franklin
- Scénario : Albert Lewin, Richard Schayer d'après Trelawny of the "Wells", d'Arthur Wing Pinero[2]
- Producteur : Louis B. Mayer, Irving Thalberg
- Photographie : William H. Daniels
- Montage : Conrad A. Nervig
- Distributeur : Metro-Goldwyn-Mayer Distributing Corp
- Durée : 70 minutes (7 bobines)[1]
- Date de sortie : 
  - États-Unis : 28 avril 1928

## Distribution
- Norma Shearer : Rose Trelawny
- Owen Moore : Tom Wrench
- Gwen Lee : Avonia
- Lee Moran : Colpoys
- Roy D'Arcy : Gadd
- Virginia Pearson : Mme. Telfer
- William J. Humphrey : M. Telfer
- Effie Ellsler : Mme. Mossop
- Ralph Forbes : Arthur Gower
- O. P. Heggie : le vice-chancelier Sir William Gower
- Andree Tourneur : Clara de Foenix
- Cyril Chadwick : le capitaine de Foenix
- Margaret Seddon : Miss Trafalgar Gower